# Campeonato Mundial de Ginástica Acrobática de 1997
O 14º Campeonato Mundial de Ginástica Acrobática foi organizado pela Federação Internacional de Ginástica nos dias 18 a 21 de setembro de 1997, em Manchester, no Reino Unido. Foram disputados 21 eventos nas categorias feminino, masculino e misto.

## Resultados

### Saltos acrobáticos masculinos
Os resultados finais foram os seguintes.
Geral
| Posição           | Ginasta            | Nacionalidade | Pontos |
| ----------------- | ------------------ | ------------- | ------ |
| Medalha de ouro   | V. Ignatenkov      | Rússia        | 29.84  |
| Medalha de prata  | Alexei Kryjanovski | Rússia        | 29.82  |
| Medalha de bronze | Grigoriy Duchenko  | Ucrânia       | 29.68  |
| Medalha de bronze | Chen Bo            | China         | 29.68  |

Primeiro exercício
| Posição           | Ginasta            | Nacionalidade | Pontos |
| ----------------- | ------------------ | ------------- | ------ |
| Medalha de ouro   | V. Ignatenkov      | Rússia        | 19.84  |
| Medalha de prata  | Adrian Sienkiewicz | Polónia       | 19.78  |
| Medalha de bronze | Craig Filmer       | Grã-Bretanha  | 19.76  |

Segundo exercício
| Posição           | Ginasta            | Nacionalidade | Pontos |
| ----------------- | ------------------ | ------------- | ------ |
| Medalha de ouro   | Alexei Kryjanovski | Rússia        | 19.92  |
| Medalha de prata  | Chen Bo            | China         | 19.86  |
| Medalha de bronze | Adrian Sienkiewicz | Polónia       | 19.68  |

### Pares masculinos
Os resultados finais foram os seguintes.
Geral
| Posição           | Equipe                    | Nacionalidade | Pontos |
| ----------------- | ------------------------- | ------------- | ------ |
| Medalha de ouro   | Renjie Li, Min Song       | China         | 29.96  |
| Medalha de prata  | Vlassov, Volkov           | Rússia        | 29.82  |
| Medalha de bronze | Mark Flores, Martyn Smith | Grã-Bretanha  | 29.66  |
| Medalha de bronze | Nikolov, Marinov          | Bulgária      | 29.66  |

Primeiro exercício
| Posição           | Equipe                    | Nacionalidade | Pontos |
| ----------------- | ------------------------- | ------------- | ------ |
| Medalha de ouro   | Renjie Li, Min Song       | China         | 19.98  |
| Medalha de prata  | Mark Flores, Martyn Smith | Grã-Bretanha  | 19.92  |
| Medalha de bronze | Vlassov, Volkov           | Rússia        | 19.78  |
| Medalha de bronze | Nikolov, Marinov          | Bulgária      | 19.78  |
| Medalha de bronze | Kozhin, Vologdin          | Ucrânia       | 19.78  |

Segundo exercício
| Posição           | Equipe              | Nacionalidade | Pontos |
| ----------------- | ------------------- | ------------- | ------ |
| Medalha de ouro   | Renjie Li, Min Song | China         | 19.96  |
| Medalha de ouro   | Vlassov, Volkov     | Rússia        | 19.96  |
| Medalha de bronze | Nikolov, Marinov    | Bulgária      | 19.78  |

### Grupo masculino
Os resultados finais foram os seguintes.
Geral
| Posição           | Equipe                                                      | Nacionalidade | Pontos |
| ----------------- | ----------------------------------------------------------- | ------------- | ------ |
| Medalha de ouro   | Pigorov, Vlasov, Mikrov, Ivanov                             | Rússia        | 29.80  |
| Medalha de ouro   | Safronov, Zaverykha, Pavlov, Bain                           | Ucrânia       | 29.80  |
| Medalha de bronze | Wu, Huang, Chen, Jian                                       | China         | 29.52  |
| Medalha de bronze | Stefan Nikolov, Roumen Hristov, Nikolay Nikolov, Slav Danev | Bulgária      | 29.52  |

Primeiro exercício
| Posição           | Equipe                                                      | Nacionalidade | Pontos |
| ----------------- | ----------------------------------------------------------- | ------------- | ------ |
| Medalha de ouro   | Safronov, Zaverykha, Pavlov, Bain                           | Ucrânia       | 19.84  |
| Medalha de prata  | Pigorov, Vlasov, Mikrov, Ivanov                             | Rússia        | 19.82  |
| Medalha de bronze | Wu, Huang, Chen, Jian                                       | China         | 19.60  |
| Medalha de bronze | Stefan Nikolov, Roumen Hristov, Nikolay Nikolov, Slav Danev | Bulgária      | 19.60  |

Segundo exercício
| Posição           | Equipe                            | Nacionalidade | Pontos |
| ----------------- | --------------------------------- | ------------- | ------ |
| Medalha de ouro   | Pigorov, Vlasov, Mikrov, Ivanov   | Rússia        | 19.98  |
| Medalha de prata  | Pas, Zywol, Trzasska, Gutszmit    | Polónia       | 19.76  |
| Medalha de bronze | Wu, Huang, Chen, Jian             | China         | 19.74  |
| Medalha de bronze | Safronov, Zaverykha, Pavlov, Bain | Ucrânia       | 19.74  |

### Saltos acrobáticos femininos
Os resultados finais foram os seguintes.
Geral
| Posição           | Ginasta           | Nacionalidade | Pontos |
| ----------------- | ----------------- | ------------- | ------ |
| Medalha de ouro   | Kathryn Peberby   | Grã-Bretanha  | 29.72  |
| Medalha de prata  | Yelena Chabanenko | Ucrânia       | 29.66  |
| Medalha de bronze | Chrystel Robert   | França        | 29.64  |

Primeiro exercício
| Posição           | Ginasta           | Nacionalidade | Pontos |
| ----------------- | ----------------- | ------------- | ------ |
| Medalha de ouro   | Tatiana Morosova  | Bielorrússia  | 19.84  |
| Medalha de prata  | Chrystel Robert   | França        | 19.82  |
| Medalha de bronze | Yelena Chabanenko | Ucrânia       | 19.72  |

Segundo exercício
| Posição           | Ginasta           | Nacionalidade | Pontos |
| ----------------- | ----------------- | ------------- | ------ |
| Medalha de ouro   | Yelena Chabanenko | Ucrânia       | 19.84  |
| Medalha de prata  | Kathryn Peberby   | Grã-Bretanha  | 19.82  |
| Medalha de bronze | Chrystel Robert   | França        | 19.72  |

### Pares femininos
Os resultados finais foram os seguintes.
Geral
| Posição           | Equipe                  | Nacionalidade | Pontos |
| ----------------- | ----------------------- | ------------- | ------ |
| Medalha de ouro   | Liao, Lao               | China         | 29.66  |
| Medalha de prata  | Vishnevskaya, Kovalchuk | Ucrânia       | 29.58  |
| Medalha de bronze | Stoyanova, Penkova      | Bulgária      | 29.42  |

Primeiro exercício
| Posição           | Equipe                  | Nacionalidade | Pontos |
| ----------------- | ----------------------- | ------------- | ------ |
| Medalha de ouro   | Liao, Lao               | China         | 19.90  |
| Medalha de prata  | Vishnevskaya, Kovalchuk | Ucrânia       | 19.80  |
| Medalha de bronze | Sakowska, Gargala       | Polónia       | 19.72  |

Segundo exercício
| Posição          | Equipe                   | Nacionalidade | Pontos |
| ---------------- | ------------------------ | ------------- | ------ |
| Medalha de ouro  | Karaeva, Smirnova        | Rússia        | 19.76  |
| Medalha de prata | Vishnevskaya, Kovalchuk  | Ucrânia       | 19.72  |
| Medalha de prata | Raktscheeva, Feoktistova | Bielorrússia  | 19.72  |

### Grupo feminino
Os resultados finais foram os seguintes.
Geral
| Posição           | Equipe                                                    | Nacionalidade | Pontos |
| ----------------- | --------------------------------------------------------- | ------------- | ------ |
| Medalha de ouro   | Zaliaeva, Kuschu, Avakelian                               | Rússia        | 29.88  |
| Medalha de prata  | Moiseichea, Surina, Zherdeva                              | Ucrânia       | 29.82  |
| Medalha de bronze | Silvya Chengarova, Kristina Pramatarova, Paulina Stankova | Bulgária      | 29.62  |
| Medalha de bronze | Wang, Xu, Luo                                             | China         | 29.62  |
| Medalha de bronze | Joanna Gamrot, Edyta Kalinovska, Marta Adamiecka          | Polónia       | 29.62  |

Primeiro exercício
| Posição           | Equipe                       | Nacionalidade | Pontos |
| ----------------- | ---------------------------- | ------------- | ------ |
| Medalha de ouro   | Zaliaeva, Kuschu, Avakelian  | Rússia        | 19.98  |
| Medalha de ouro   | Moiseichea, Surina, Zherdeva | Ucrânia       | 19.98  |
| Medalha de bronze | Wang, Xu, Luo                | China         | 19.90  |

Segundo exercício
| Posição           | Equipe                                           | Nacionalidade | Pontos |
| ----------------- | ------------------------------------------------ | ------------- | ------ |
| Medalha de ouro   | Zaliaeva, Kuschu, Avakelian                      | Rússia        | 19.88  |
| Medalha de prata  | Moiseichea, Surina, Zherdeva                     | Ucrânia       | 19.82  |
| Medalha de bronze | Joanna Gamrot, Edyta Kalinovska, Marta Adamiecka | Polónia       | 19.78  |

### Pares mistos
Os resultados finais foram os seguintes.
Geral
| Posição          | Equipe                              | Nacionalidade | Pontos |
| ---------------- | ----------------------------------- | ------------- | ------ |
| Medalha de ouro  | Oxana Iatsenko, Edouard Perelyguine | Rússia        | 29.86  |
| Medalha de prata | Valeria Maltchenko, Dmitri Klimenko | Ucrânia       | 29.70  |
| Medalha de prata | Emily Crocker, Neil Griffiths       | Grã-Bretanha  | 29.70  |

Primeiro exercício
| Posição          | Equipe                              | Nacionalidade | Pontos |
| ---------------- | ----------------------------------- | ------------- | ------ |
| Medalha de ouro  | Oxana Iatsenko, Edouard Perelyguine | Rússia        | 19.84  |
| Medalha de ouro  | Valeria Maltchenko, Dmitri Klimenko | Ucrânia       | 19.84  |
| Medalha de prata | Wu Zhengdan, Wei Baohua             | China         | 19.80  |

Segundo exercício
| Posição           | Equipe                              | Nacionalidade | Pontos |
| ----------------- | ----------------------------------- | ------------- | ------ |
| Medalha de ouro   | Oxana Iatsenko, Edouard Perelyguine | Rússia        | 19.82  |
| Medalha de ouro   | Emily Crocker, Neil Griffiths       | Grã-Bretanha  | 19.82  |
| Medalha de bronze | Valeria Maltchenko, Dmitri Klimenko | Ucrânia       | 19.74  |